# Thomas Eder
Thomas Eder est un footballeur autrichien né le 25 décembre 1980 à Salzbourg.

## Carrière
- 2001-2005 : SV Austria Salzbourg  Autriche
- 2005-2007 : SV Ried  Autriche
- 2007 : Wacker Innsbruck  Autriche
- 2007- : SV Grödig  Autriche

## Sélections
- 1 sélections et 0 but en 2003 avec  Autriche